# 沃尔诺瓦哈市镇
沃尔诺瓦哈市级市镇（烏克蘭語：Волноваська міська громада）是乌克兰顿涅茨克州沃尔诺瓦哈区的一个市镇，行政中心为沃尔诺瓦哈。市镇面积为538.4平方公里，人口数量为36,134人（2020年）。

## 居民点
该市镇包括23个居民点：1个城市、1个市级镇和21个村庄。